# Іван Куельяр
Іван Куельяр Сакрістан (ісп. Iván Cuéllar Sacristán) — іспанський професіональний футболіст, воротар клубу «Спортінг» (Хіхон).

## Клубна кар'єра
Дебютував весною 2005 року в іспанській Лі-Лізі за мадридський «Атлетіко». В матчі проти «Барселони» пропустив 6 м'ячів.
Потім грав в «Ейбарі» та хіхонському «Спортінгу», після чого перейшов у «Леганес», де виступає й досі і є основним воротарем команди.

## Кар'єра у збірній
Викликався до молодіжної збірної Іспанії U-21 і U-23.

## Титули і досягнення
- Переможець Середземноморських ігор: 2005